# Pater familias
Pater familias (hvor genitiv af "familie" ikke er familiae som man ville forvente, men familias, en arkaisk kasusendelse)  er den latinske betegnelse for en families overhoved, og oversættes til dansk med "husherre".

## Pater familias
I det gamle Rom havde pater familias uindskrænket magt (patria potestas) over alle medlemmer i husstanden: ægtefælle og børn, samt alle nuværende og frigivne slaver. Husstanden var personificeret både i pater familias og i den guddommelige skikkelse genius. Denne guddom blev dyrket både ved ofringer på et særligt alter, og ved æresbevisninger til pater familias.
Et særtræk ved romersk lov, der forundrede grækere, var, at en voksen romer, enten han var gift eller ej, ikke blev romersk borger, før hans far var død. Indtil da bestemte hans far over ham. Pater familias kunne dræbe sin søn uden at straffes for det. Den eneste, som var mand og romer fuldt ud, var enten selv pater familias (familiens overhoved) – eller forældreløs. 

## Mater familias
Det kvindelige modstykke hed mater familias, og besad visse privilegier som den højest rangerende kvinde i husstanden. Hendes guddommelige personifikation hed Juno, og i lighed med genius blev denne guddom dyrket af hele husstanden. Juridisk var romerinden mere undertrykket end en græsk kvinde, men mere en del af samfundet. Mater familias holdt til i atriet, husets centrum, hvor grækerinden var gemt væk i kvindernes del af huset. Romerinden var mandens ledsager, ikke hans slave; men mens han tog del i offentlige anliggender, udfoldede hans kone sig i hjemmet. 